# Gidadakonenahalli, Bangalore North
Gidadakonenahalli là một làng thuộc tehsil Bangalore North, huyện Bangalore Urban, bang Karnataka, Ấn Độ.